# David Karanka
David Karanka de la Hoz (Vitoria, 20 aprile 1978) è un ex calciatore spagnolo, di ruolo attaccante.

## Carriera
Cresciuto nella cantera dell'Athletic Bilbao, debutta con il Baskonia nella stagione 1997-1998, per passare al Bilbao Athletic in quella successiva. Dopo la trafila nelle suddette squadre satelliti dell'Athletic, arriva a debuttare con la prima squadra il 14 maggio 2000 durante Espanyol-Athletic Club (0-0).
L'anno successivo va in prestito all'Extremadura, per ritornare con i rojiblancos nella stagione 2001-2002. L'annata non è delle più fortunate, dato che riuscirà a scendere in campo solo 6 volte, segnando un gol.
Passa quindi al Real Murcia, con cui resta tre stagioni e conquista una promozione nella Primera División. Milita in seguito in Sporting Gijon, Real Union, Sant Andreu e Guijuelo.